# L'uomo dall'abito marrone
L'uomo dall'abito marrone (The Man in the Brown Suit), conosciuto anche con il titolo Il mistero dei diamanti rosa, è un film per la televisione statunitense del 1989 diretto da Alan Grint. Basato sul romanzo L'uomo vestito di marrone, scritto da Agatha Christie nel 1924, è interpretato da Rue McClanahan, Tony Randall, Edward Woodward e Stephanie Zimbalist.

## Trama
La giovane fotografa Anne Beddingfeld si trova al Cairo dopo aver preso un volo sbagliato. Mentre attende all'aeroporto l'aereo che dovrà riportarla negli Stati Uniti, la ragazza assiste alla tragica morte di un uomo, investito da un'auto mentre fuggiva a precipizio verso la strada. Un giovane con un completo marrone, presentatosi come un medico, esamina rapidamente il corpo e ne dichiara la morte, ma nell'allontanarsi perde dalle tasche un pezzo di carta con la scritta «7.1 22 Kilmorden Castle».
Venuta a conoscenza che la Kilmorden Castle è una nave, Anne decide di imbarcarsi in cerca di avventure. Una volta a bordo, fa la conoscenza degli altri passeggeri tra cui la dama dell'alta società Suzy Blair; Sir Eustace Pedler, nella cui casa egiziana è stata assassinata una cantante di night; Guy Underhill, il segretario personale di Sir Pedler; Gordon Race ed il reverendo Edward Chichester. Nel corso del viaggio, Anne incontra nuovamente anche l'affascinante uomo dell'aeroporto, noto sui giornali come "l'uomo dall'abito marrone" e ritenuto dalle autorità responsabile dell'omicidio della cantante nella dimora di Sir Pedler. Anne finisce con l'innamorarsi di lui.
Dopo aver stretto amicizia con Suzy Blair, Anne si mette all'opera con lei per decifrare la frase «7.1 22 Kilmorden Castle» riportata sul biglietto trovato all'aeroporto. Dopo diversi tentativi falliti, le due riescono per caso a risolvere l'enigma, trovando nascosti dietro una mattonella mobile del bagno della cabina 7 alcuni splendidi diamanti rosa. Ma il ritrovamento getta Anne nel mirino di un crudele assassino, che cerca in tutti i modi di ucciderla per recuperare le preziose gemme.

## Produzione
Il film è l'ottavo (ultimo) di una serie di 8 pellicole televisive tratte da altrettanti romanzi di Agatha Christie e prodotte da Warner Bros. Television per la CBS.
Gli 8 film sono: 
- È troppo facile (1982)
- Miss Marple nei Caraibi (1983)
- Cianuro a colazione (1983)
- Assassinio allo specchio (1985)
- Agatha Christie: 13 a tavola (1985)
- Agatha Christie: Caccia al delitto (1986)
- Agatha Christie: Delitto in tre atti (1986)
- L'uomo dall'abito marrone (1989).

## Distribuzione
Il film, andato in onda negli Stati Uniti il 4 gennaio 1989 sulla rete CBS, è stato trasmesso per la prima volta in Italia il 30 agosto 1990 in prima serata su Rete 4 con il titolo L'uomo dall'abito marrone.
Successivamente è stato distribuito prima in VHS, su etichetta Warner Home Video, e poi in DVD, da Malavasi Editore, con il titolo alternativo Il mistero dei diamanti rosa.